# Battaglia di Cartagine (146 a.C.)
La battaglia di Cartagine costituì il confronto finale e decisivo della terza guerra punica tra la città fenicia di Cartagine in Africa (vicino all'odierna Tunisi) e la Repubblica romana. L'assedio della città durò due anni e terminò nel 146 a.C. con il saccheggio e la completa distruzione di Cartagine.

## Antefatti
A seguito della dichiarazione di guerra, nel 149 a.C. un esercito romano, comandato dai consoli Manio Manilio Nepote e Lucio Marcio Censorino, fu sbarcato e pose il suo campo nei pressi di Utica che subito si arrese; Cartagine cercò di minimizzare i danni, rimettendosi alle decisioni di Roma. Furono inviati al campo romano circa 300 ostaggi scelti fra gli adolescenti della nobiltà punica, 200000 armature, 2000 catapulte e molto altro materiale bellico.
Il console Censorino rilanciò: Cartagine doveva essere completamente distrutta. "Escano dunque dalle mura gli abitanti e vadano ad abitare ad ottanta stadi dal mare", 15 chilometri più all'interno, lontano dalla sua prosperità, lontana dal mare e dalle sue vie commerciali. A questa richiesta i cartaginesi opposero un netto rifiuto e anche le fazioni cartaginesi che proponevano una completa sottomissione a Roma optarono per la difesa ad oltranza.
I punici uccisero tutti gli italici presenti in città, liberarono gli schiavi per avere aiuto nella difesa, e richiamarono Asdrubale e altri esuli che erano stati allontanati per compiacere Roma o appartenenti alla fazione perdente; con il pretesto di inviare una delegazione a Roma ottennero una moratoria di 30 giorni.
In questo tempo, sbarrate le porte della città e rinforzate le mura, iniziò una frenetica corsa al riarmo. Usando ogni metallo recuperabile, i 300000 cartaginesi riuscirono a produrre ogni giorno 300 spade, 500 lance, 150 scudi e 1000 proiettili per le ricostruite catapulte. Le donne offrirono i loro capelli per fabbricare corde per gli archi.
I consoli romani, lasciata Utica, trovarono una situazione difficile. La sosta aveva dato ad Asdrubale la possibilità di raccogliere circa 50000 uomini ben armati. La città era ben difesa, le mura erano possenti, i difensori decisi e i rifornimenti giungevano sicuri e abbondanti tramite il porto.

## L'assedio
Manio Manilio portò i suoi uomini alle mura della cittadella mentre Censorino tentò di bloccare il porto con la flotta. Iniziò il lancio delle catapulte e i romani riuscirono a produrre una breccia nelle mura che però fu subito richiusa. I difensori contrattaccarono e distrussero parte delle macchine belliche. Quando i manipoli furono lanciati all'assalto della breccia, furono sanguinosamente respinti. Censorino cercò di attaccare il borgo di Nefari ma fu anch'egli respinto da Asdrubale.
In questi giorni si distinse il giovane tribuno Scipione Emiliano, che riuscì a portare nel campo dei romani Imilcone Fàmea, uno dei capi della cavalleria cartaginese, con oltre 1200 cavalieri.
L'anno successivo (148 a.C.) vide la guerra condotta dai nuovi consoli Lucio Calpurnio Pisone e Lucio Ostilio Mancino. Costoro si rivelarono ancora più incapaci dei predecessori. In particolare Pisone fu sconfitto dai difensori di due città vicine, Clupea e Ippona. L'ex esule Asdrubale prese il potere con un colpo di Stato rompendo la concordia precedente e ordinò di esporre sulle mura i prigionieri romani, orrendamente mutilati.
Nel 147 a.C., anche se non aveva ancora i prescritti 47 anni di età, Scipione Emiliano venne nominato console. Come collega fu eletto Gaio Livio Druso. Partito per l'Africa, dovette subito correre a salvare Lucio Ostilio Mancino e le sue truppe che, isolate da un contrattacco dei difensori e non riuscendo a sganciarsi, correvano addirittura il rischio di morire di fame. La strategia romana cambiò: furono evitati gli attacchi alle città più lontane che aiutavano Cartagine solo con l'invio di vettovaglie e armi. Scipione Emiliano riteneva che una volta caduta la città il resto del territorio avrebbe smesso di resistere. Il primo attacco lo subì Asdrubale stesso che difendeva il porto con 7000 uomini, fu attaccato di notte e costretto a riparare a Birsa.
Ma Cartagine, attraverso il porto riceveva ancora rifornimenti, specialmente viveri. Scipione, con una diga di tre metri, bloccò il porto. I cartaginesi scavarono un tunnel-canale per poter rifornire la città e riuscirono addirittura a costruire cinquanta navi. Scipione reagì rapidissimo: distrusse la flotta, il tunnel-canale venne chiuso e presidiato.
Nel frattempo Nefari, che era presidiata da un grosso nucleo cartaginese, fu attaccata da truppe romane comandate dal legato Lelio e da Golussa. Questi era figlio di quel Massinissa che con la sua politica annessionistica aveva fornito a Roma il pretesto per scatenarsi contro la città rivale. Si parlò di 70000 morti e solo 4000 sfuggiti. La caduta di Nefari convinse le altre città puniche ad arrendersi alle legioni di Roma. Cartagine restò sola.

## La caduta
L'agonia della città si protrasse per tutto l'inverno. Con il blocco del porto, Cartagine soffrì la fame e la conseguente debilitazione generale favorì una pestilenza. Scipione non forzò i tempi e solo nella primavera del 146 a.C. l'esercito romano venne lanciato contro le mura. Lelio e le sue truppe scelte conquistarono il porto militare e il foro. 

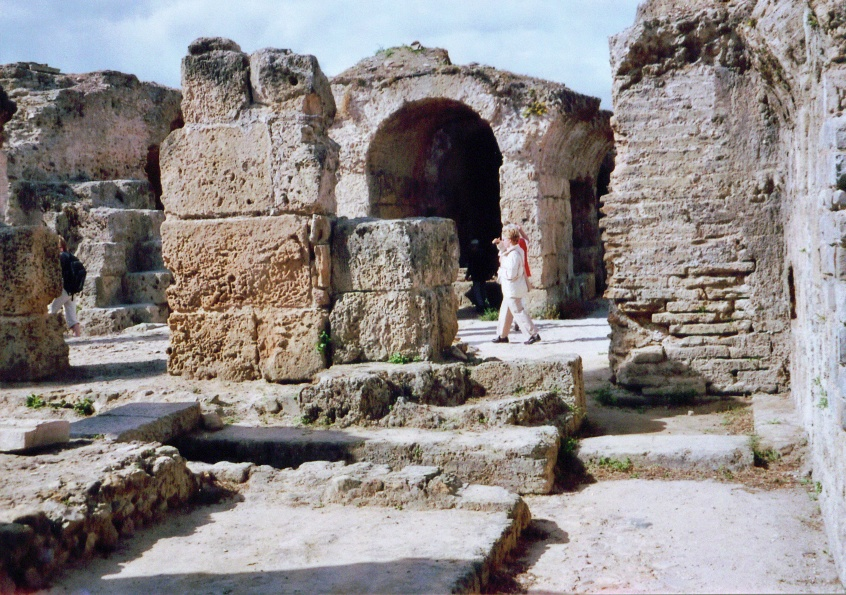
Rovine di Cartagine

I cartaginesi si batterono disperatamente di casa in casa, di strada in strada, per circa quindici giorni. Ma l'esito era scontato. Gli ultimi difensori punici assieme a un migliaio di disertori romani si arroccarono sull'acropoli nel tempio di Eshmun e riuscirono a resistere per altri otto giorni. I romani riuscirono a stanarli solo dando alle fiamme il tempio (e rinunciando, quindi, a predare le sue ricchezze).
Le legioni romane erano molto ben addestrate alle battaglie campali. La guerriglia urbana le stava sottoponendo ad una prova dura e inutile. Scipione, per risparmiare le sue truppe, emanò un bando che prometteva salva la vita a chi si arrendeva e usciva disarmato dall'acropoli. Uscirono 50000 persone, fra cui Asdrubale. Dalle mura della cittadella, la moglie di Asdrubale pregò Scipione di punire il marito codardo, poi salì al tempio incendiato, sgozzò i figli e, come l'antica regina Didone, si lanciò fra le fiamme.
Scipione recuperò alcune opere d'arte che i cartaginesi avevano predato in Sicilia e abbandonò la città al saccheggio dei suoi soldati. Cartagine fu rasa al suolo, sistematicamente bruciata, le mura abbattute, il porto distrutto. Ai 50000 cartaginesi che si erano arresi, come promesso, fu fatta salva la vita, ma furono venduti come schiavi. Varie fonti moderne riportano che furono tracciati solchi con l'aratro e sparso sale a terra, dichiarando il luogo maledetto. Lo stesso Scipione sarebbe stato riluttante ad eseguire tali ordini. È da rimarcare però che nessuna fonte dell'antichità menziona questo rituale e i primi riferimenti allo spargimento di sale risalgono solo al XIX secolo.
Polibio, lo storico greco ostaggio a Roma ma amico degli Scipioni, narra che Scipione Emiliano pianse vedendo in quella catastrofe la possibile futura sorte di Roma stessa.